# های لاور
های لاور (به انگلیسی: High Laver) یک روستا و محله مدنی در بریتانیا است که در Epping Forest واقع شده‌است. های لاور ۴۹۳ نفر جمعیت دارد.